# Non rifugiarti nell'ombra
Non rifugiarti nell'ombra è una poesia di Eugenio Montale facente parte della raccolta Ossi di seppia.

## Metrica
Il componimento è formato da sei quartine caratterizzate da rime imperfette, tra cui quasi-rime e un'ipermetra. Il ritmo è per la maggior parte ottonario; presenta inoltre due dodecasillabi, due decasillabi, due novenari e due settenari.

## Analisi del componimento
In questa poesia, Montale sembra si rivolga a un interlocutore femminile, anticipando la vena d'amore delle poesie successive. Secondo il critico Cencetti, l'interlocutrice è la poesia stessa. L'io lirico incita l'interlocutrice a non rifugiarsi nelle piante; la invita a non seguire il falco che scende in picchiata verso la preda, rifugiandosi dall'ora tipica di Ossi di seppia, quella del meriggio. Ricorrono, in questa poesia, i tipici elementi del paesaggio ligure, già presenti in altri componimenti della raccolta, come ne I limoni. Sono luoghi emblematici per l'autore: rievocano la sua infanzia e i suoi ricordi. Montale, attraverso i versi
stento che pare s'addorma 

e di guardare le forme 

della vita che si sgretola.»
(Eugenio Montale, da Ossi di seppia)
esprime il desiderio di abbandonare i luoghi dell'infanzia per crescere. Sgretola è utilizzato da Montale per riprendere crogiolo di "In limine" (la prima poesia di Ossi di seppia) e assume, a differenza di crogiolo, una valenza negativa, simboleggiante la distruzione.
La difficoltà riscontrata nella crescita è esemplificata da Montale come la fatica di muoversi durante l'ora più calda della giornata. Quindi, l'ora del mezzogiorno rappresenta un ostacolo all'esistenza umana.
La quarta strofa si apre con un ossimoro: "il gioco d'aride onde": quest'immagine rappresenta il disagio esistenziale. Montale riprende la figura marina, già apparsa in Ossi di seppia, invitando l'interlocutrice a non buttarsi in mare.
La poesia si conclude con i protagonisti del componimento (l'io lirico e l'interlocutrice) che si abbandonano all'accecamento quotidiano piuttosto che alla felicità del loro incontro.